# Discours à Madame de La Sablière
Le Discours à Madame de La Sablière forme, avec Les Deux Rats, le Renard et l'Œuf, la vingtième fable du livre IX de Jean de La Fontaine situé dans le second recueil des Fables de La Fontaine, édité pour la première fois en 1678. Marguerite Hessein de La Sablière était la protectrice de La Fontaine.

## Texte de la fable
Iris, je vous louerais ; il n’est que trop aisé ;

Mais vous avez cent fois notre encens refusé ;

En cela peu semblable au reste des mortelles

Qui veulent tous les jours des louanges nouvelles.

Pas une ne s’endort à ce bruit si flatteur.

Je ne les blâme point, je souffre cette humeur ;

Elle est commune aux Dieux, aux Monarques, aux Belles.

Ce breuvage vanté par le peuple rimeur,

Le Nectar que l’on sert au Maître du Tonnerre,

Et dont nous enivrons tous les Dieux de la terre,

C’est la louange, Iris. Vous ne la goûtez point ;

D’autres propos chez vous récompensent ce point ;

Propos, agréables commerces,

Où le hasard fournit cent matières diverses :

Jusque-là qu’en votre entretien

La bagatelle à part : le monde n’en croit rien.

Laissons le monde, et sa croyance :

La bagatelle, la science,

Les chimères, le rien, tout est bon : Je soutiens

Qu’il faut de tout aux entretiens :

C’est un parterre, où Flore épand ses biens ;

Sur différentes fleurs l’Abeille s’y repose,

Et fait du miel de toute chose.

Ce fondement posé ne trouvez pas mauvais,

Qu’en ces Fables aussi j’entremêle des traits

De certaine Philosophie

Subtile, engageante, et hardie.

On l’appelle nouvelle. En avez-vous ou non

Ouï parler ? Ils disent donc

Que la bête est une machine ;

Qu’en elle tout se fait sans choix  et par ressorts :

Nul sentiment, point d’âme, en elle tout est corps.

Telle est la montre qui chemine,

À pas toujours égaux, aveugle et sans dessein.

Ouvrez-la, lisez dans son sein ;

Mainte roue y tient lieu de tout l’esprit du monde.

La première y meut la seconde,

Une troisième suit, elle sonne à la fin.

Au dire de ces gens, la bête est toute telle :

L’objet la frappe en un endroit ;

Ce lieu frappé s’en va tout droit

Selon nous au voisin en porter la nouvelle ;

Le sens de proche en proche aussitôt la reçoit.

L’impression se fait, mais comment se fait-elle ?

Selon eux par nécessité,

Sans passion, sans volonté :

L’animal se sent agité

De mouvements que le vulgaire appelle

Tristesse, joie, amour, plaisir, douleur cruelle,

Ou quelque autre de ces états ;

Mais ce n’est point cela ; ne vous y trompez pas.

Qu’est-ce donc ? une monstre ; et nous ? c’est autre chose.

Voici de la façon que Descartes l’expose ;

Descartes ce mortel dont on eût fait un Dieu

Chez les Païens, et qui tient le milieu

Entre l’homme et l’esprit, comme entre l’huître et l’homme

Le tient tel de nos gens, franche bête de somme.

Voici, dis-je, comment raisonne cet Auteur.

Sur tous les animaux enfants du Créateur,

J’ai le don de penser, et je sais que je pense.

Or vous savez Iris de certaine science,

Que, quand la bête penserait,

La Bête ne réfléchirait

Sur l’objet ni sur sa pensée.

Descartes va plus loin, et soutient nettement,

Qu’elle ne pense nullement.

Vous n’êtes point embarrassée

De le croire, ni moi. Cependant quand aux bois

Le bruit des cors, celui des voix,

N’a donné nul relâche à la fuyante proie,

Qu’en vain elle a mis ses efforts

À confondre, et brouiller la voie.

L’animal chargé d’ans, vieux Cerf, et de dix cors,

En suppose un plus jeune, et l’oblige par force,

À présenter aux chiens une nouvelle amorce.

Que de raisonnements pour conserver ses jours !

Le retour sur ses pas, les malices, les tours,

Et le change, et cent stratagèmes

Dignes des plus grands chefs, dignes d’un meilleur sort !

On le déchire après sa mort ;

Ce sont tous ses honneurs suprêmes.

Quand la Perdrix

Voit ses petits

En danger, et n’ayant qu’une plume nouvelle,

Qui ne peut fuir encor par les airs le trépas ;

Elle fait la blessée, et va traînant de l’aile,

Attirant le Chasseur, et le Chien sur ses pas,

Détourne le danger, sauve ainsi sa famille,

Et puis, quand le Chasseur croit que son Chien la pille ;

Elle lui dit adieu, prend sa volée, et rit

De l’homme, qui confus des yeux en vain la suit.

Non loin du Nort il est un monde,

Où l’on sait que les habitants,

Vivent ainsi qu’aux premiers temps

Dans une ignorance profonde :

Je parle des humains ; car quant aux animaux,

Ils y construisent des travaux,

Qui des torrents grossis arrêtent le ravage,

Et font communiquer l’un et l’autre rivage.

L’édifice résiste, et dure en son entier ;

Apres un lit de bois, est un lit de mortier :

Chaque Castor agit ; commune en est la tâche ;

Le vieux y fait marcher le jeune sans relâche.

Maint maître d’œuvre y court, et tient haut le bâton.

La république de Platon,

Ne serait rien que l’apprentie

De cette famille amphibie.

Ils savent en hiver élever leurs maisons,

Passent les étangs sur des ponts,

Fruit de leur art, savant ouvrage ;

Et nos pareils ont beau le voir,

Jusqu’à présent tout leur savoir,

Est de passer l’onde à la nage.

Que ces Castors ne soient qu’un corps vuide d’esprit,

Jamais on ne pourra m’obliger à le croire :

Mais voici beaucoup plus : écoutez ce récit,

Que je tiens d’un Roi  plein de gloire.

Le défenseur du Nort vous sera mon garant :

Je vais citer un Prince aimé de la victoire :

Son nom seul est un mur à l’empire Ottoman ;

C’est le Roi polonais, jamais un Roi ne ment.

Il dit donc que sur sa frontière

Des animaux entre eux ont guerre de tout temps :

Le sang qui se transmet des pères aux enfants,

En renouvelle la matière.

Ces animaux, dit-il, sont germains du Renard.

Jamais la guerre avec tant d’art

Ne s’est faite parmi les hommes,

Non pas même au siècle où nous sommes.

Corps de garde avancé, vedettes, espions,

Embuscades, partis, et mille inventions

D’une pernicieuse, et maudite science,

Fille du Styx, et mère des héros,

Exercent de ces animaux

Le bon sens, et l’expérience.

Pour chanter leurs combats, l’Achéron nous devrait

Rendre Homère. Ah s’il le rendait,

Et qu’il rendît aussi le rival d’Epicure !

Que dirait ce dernier sur ces exemples-ci ?

Ce que j’ai déjà dit, qu’aux bêtes la nature

Peut par les seuls ressorts opérer tout cecy ;

Que la mémoire est corporelle,

Et que pour en venir aux exemples divers,

Que j’ai mis en jour dans ces vers,

L’animal n’a besoin que d’elle.

L’objet lors qu’il revient, va dans son magasin

Chercher par le même chemin

L’image auparavant tracée,

Qui sur les mêmes pas revient pareillement,

Sans le secours de la pensée,

Causer un même évènement.

Nous agissons tout autrement.

La volonté nous détermine,

Non l’objet, ni l’instinct. Je parle, je chemine ;

Je sens en moi certain agent ;

Tout obéit dans ma machine

À ce principe intelligent.

Il est distinct du corps, se conçoit nettement,

Se conçoit mieux que le corps même :

De tous nos mouvements c’est l’arbitre suprême.

Mais comment le corps l’entend-il ?

C’est là le point : je vois l’outil

Obéir à la main : mais la main, qui la guide ?

Eh ! qui guide les Cieux, et leur course rapide ?

Quelque Ange est attaché peut-être à ces grands corps.

Un esprit vit en nous, et meut tous nos ressorts :

L’impression se fait ; Le moyen, je l’ignore.

On ne l’apprend qu’au sein de la Divinité ;

Et, s’il faut en parler avec sincérité,

Descartes l’ignorait encore.

Nous et lui là-dessus nous sommes tous égaux.

Ce que je sais Iris, c’est qu’en ces animaux

Dont je viens de citer l’exemple,

Cet esprit n’agit pas, l’homme seul est son temple.

Aussi faut-il donner à l’animal un point,

Que la plante après tout n’a point.

Cependant la plante respire :

Mais que répondra-t-on à ce que je vais dire ?
— Jean de La Fontaine, Fables de La Fontaine, Discours à Madame de La Sablière, texte établi par Jean-Pierre Collinet, Fables, contes et nouvelles, Gallimard, « Bibliothèque de la Pléiade », 1991, p. 383